# 複素数空間
数学における複素 n-次元（数）空間（すうくうかん、英: complex n-space）とは、複素数からなる順序付けられた n-組全体の成す集合を言い、Cn と書く。これは複素数全体の成す集合 C の n-重デカルト積であり、記号で書けば
{\displaystyle \mathbb {C} ^{n}=\{(z_{1},\ldots ,z_{n})\mid z_{i}\in \mathbb {C} \}=\underbrace {\mathbb {C} \times \mathbb {C} \times \dotsb \times \mathbb {C} } _{n}}
である。各変数 zi は複素 n-次元数空間の（複素）座標あるいは座標成分と呼ばれる。n-次元複素座標全体の成す空間という意味で n-次元複素座標空間 (n-dimensional complex coordinate space) とも呼ぶ。

## 数空間上の構造
複素数空間は成分ごとの和とスカラー倍により複素数体上のベクトル空間となる（各座標成分の実部および虚部を考えれば複素 n-次元空間 Cn と実 2n-次元空間 R2n との間の全単射を作ることができる）。さらに通常の位相（標準ユークリッド位相）を入れて、Cn は複素数体上の位相線型空間を成す。

## 数空間上の函数
複素 n-次元空間の開集合上で定義された函数が正則であるとは、それが各座標変数に関してそれぞれ正則函数となっているときに言う。多変数複素函数論は n-変数の正則函数の研究である。より一般に、複素 n-次元座標空間は複素多様体上の正則座標系に対する接空間である。